# Lette
Lette är ett samhälle som 1975 uppgick i staden Coesfeld i Kreis Coesfeld, med omkring 5170 innevånare (2012). Före 1975 var det en sjävständig kommun.

Orten har en modern sportplats och en simhall.

## Geografi
Lette ligger i Westfaliska låglandet. Orten ligger vid riksväg 474. Motorväg A43 går nära, närmaste påfart
heter Dülmen. Genom orten går järnvägen från Dortmund till Enschede. Den gamla stationsbyggnaden från slutet av 1800-talet har gjorts om till museum, och några gamla vagnar finns utanför.

## Historia
Lette omnämns i skrift första gången år 890, i en skrift från benediktinerklostret Essen-Werden. Bönderna i Lette betalade natura till klostret, och styrande i Lette.
Kyrkobyggnader utgör en viktig del av småstädernas historiska utveckling, tyvärr saknas skriftliga urkunder för de flesta kyrkor i området. Man antar att det först byggdes en liten kyrka, följt av en större. Den äldre kyrkan ("Piepenprüöcker") revs 1919 och ersattes på annan plats med den nuvarande (St. Johannes Lette).

## Politik, ekonomi och kända personer
Området är välmående, arbetslösheten uppgick Mars 2019 till 3,2%, en av de lägre siffrorna i Tyskland. Området röstar konservativt, CDU har majoritet.

Den största enskilda arbetsgivaren är textilföretaget Ernstings family, med huvudkontor i Lette, samt centrallager. Firman har totalt omkring 12 000 anställda, huvuddelen dock inte i Lette.
En av de mest kända personerna är Kurt Ernsting, som grundade företaget Ernstings family. Efter att han blivit förmögen startade han och hans hustru stiftelsen "Kurt und Lilly Ernsting Stiftung", samt stödde annan välgörande verksamhet, bland annat järnvägsmuseet på orten.
Kurt Werner Ernsting (* 6. November 1929;  7. Dezember 2011), tysk företagare och mecenat. Han grundade textilföretaget Ernstings Family.